# Gerlinda Smaus

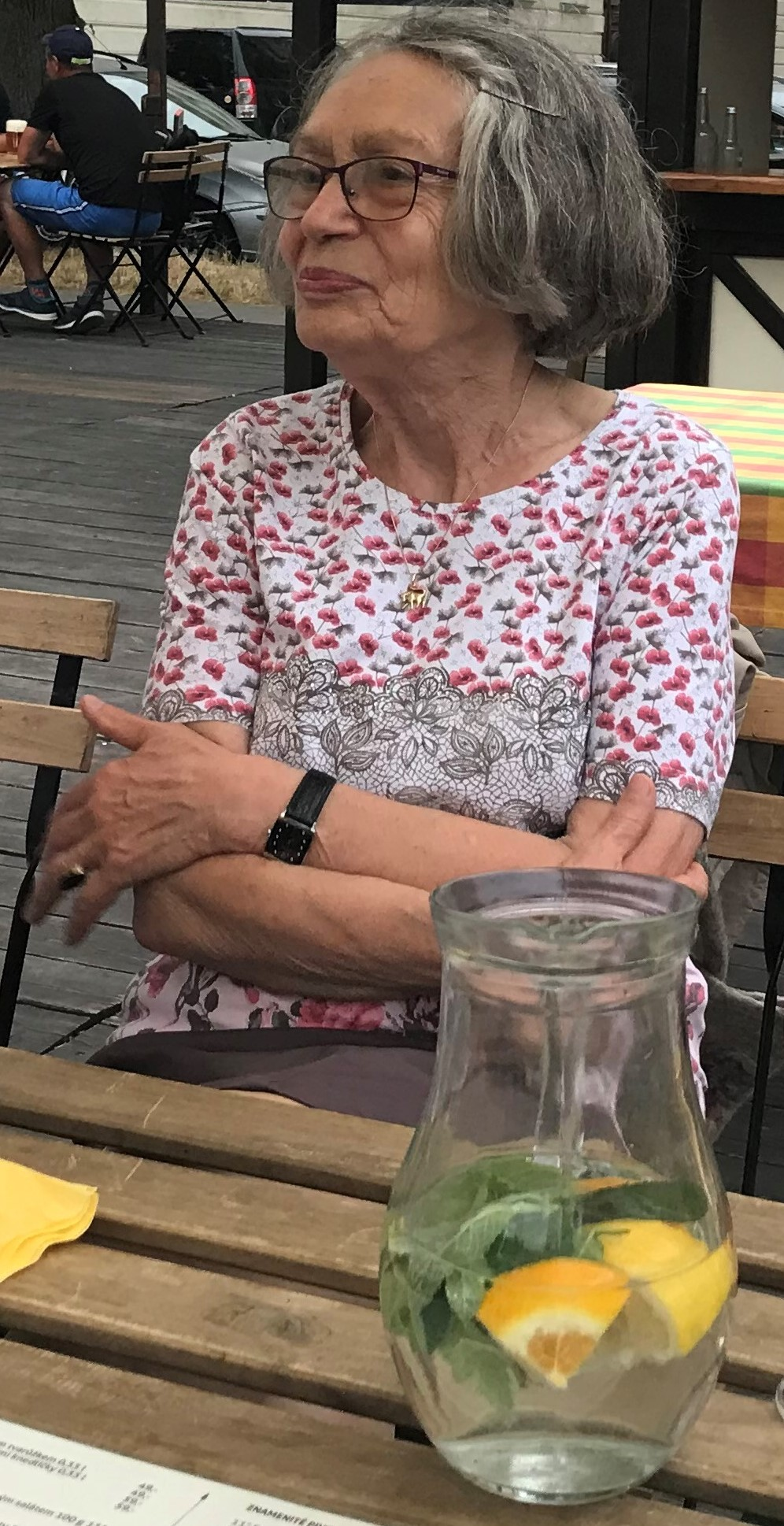
Gerlinda Smaus (2021)

Gerlinda Smaus (auch: Gerlinda Šmausová, Gerlinda Šmaus), geborene Goetzová (* 13. Dezember 1940 in Chranišov / Granesau; † 1. Juni 2022 in Saarbrücken), war eine deutsch-tschechische Soziologin und Kriminologin. Sie gilt als Pionierin der feministischen Kriminologie im deutschsprachigen Raum.

## Leben
Gerlinda Šmausová studierte Soziologie bis zum Diplom-Examen an der Karls-Universität Prag und wechselte dann an die Universität des Saarlandes in Saarbrücken, wo sie als Dr. phil. promoviert (1973) und in Soziologie habilitiert (1997) wurde. Anschließend arbeitete sie als wissenschaftliche Mitarbeiterin bzw. als Privatdozentin bis zu ihrem Ruhestand am ehemaligen Institut für Rechts- und Sozialphilosophie in Saarbrücken.
Für ihren wissenschaftlichen Beitrag zur Soziologie wurde sie 2001 auf Vorschlag der Masaryk-Universität in Brünn vom Präsidenten der Tschechischen Republik, Václav Havel, zur Universitätsprofessorin ernannt. Ab 2001 war sie Professorin für Soziologie an der Palacký-Universität Olmütz (seit 1998 außerordentlicher Professor, von 2001 bis 2012 Universitätsprofessor) und an der Masaryk-Universität in Brünn (2001–2008). 2012 wurde sie emeritiert.
Sie war Mutter von drei Kindern.

## Bücher (in deutscher Sprache)
- Der Kulturarbeiter der ČSSR. Versuch einer Berufsrollenanalyse. Peter Lang, Bern, Frankfurt am Main 1974, ISBN 3-261-01429-6 (zugleich: Saarbrücken, Univ., Philos. Fak., Diss. 1974).
- Das Strafrecht und die Kriminalität in der Alltagssprache der deutschen Bevölkerung, Westdeutscher Verlag, Opladen 1985, ISBN 978-3-531-11700-3.
- Das Strafrecht und die gesellschaftliche Differenzierung. Nomos Verlag, Baden-Baden 1998, ISBN 3-7890-5598-0 (zugleich: Saarbrücken, Univ., Habil.-Schr., 1996).
- (Hrsg., mit Gabi Löschper) Das Patriarchat und die Kriminologie. 7. Beiheft des Kriminologischen Journal, Weinheim 1999.
- (Hrsg., mit Martina Althoff u. a.) Integration und Ausschließung. Kriminalpolitik in Zeiten gesellschaftlicher Transformation. Nomos, Baden-Baden 2001.
- Gerlinda Smaus: „Ich bin ich“. Beiträge zur feministischen Kriminologie. Hrsg. von Johannes Feest und Brunilda Pali. Springer, Wiesbaden 2020, ISBN 978-3-658-31722-5.

## Aufsätze (Auswahl)
- Gesellschaftliche Modelle in der abolitionistischen Bewegung. In: Kriminologisches Journal, 1986, S. 2–22
- Versuch einer materialistisch-interaktionistischen Kriminologie. In: Kriminologisches Journal, 1986, 179–199.
- Feministische Erkenntnistheorie und Kriminologie von Frauen. In: Martina Althoff/Sibylle Kappel (Hrsg.) Geschlechterverhältnis und Kriminologie. Weinheim 1995, 9-27.
- Marx im Sack der Kritischen Kriminologie. Über soziale Ungleichheiten im Kriminalitätsdiskurs. In: Trutz von Trotha (Hrsg.) Politischer Wandel, Gesellschaft, und Kriminalitätsdiskurse. Festschrift für Fritz Sack zum 65. Geburtstag. Baden-Baden 1996, 151–166.
- „Ich bin ich“ – Feminismus als Avantgarde der Bewegung für Menschenrechte. In: Il diritto e la differenza. Scritti in onore di Alessandro Baratta, Lecce 2003, 602–618.
- Normative Heterosexualität ohne Gebärzwang: Beitrag der Sexualerziehung und des Bevölkerungsdiskurses zur Auflösung der Geschlechterstruktur. In: M. Althoff / P. Becker / G. Löschper / J. Stehr (Hrsg.), Zwischen Anomie und Inszenierung. Interpretationen der Kriminalität und der sozialen Kontrolle, Nomos, Baden-Baden 2004, ISBN 978-3-8329-0561-3, S. 129–152.
- Welchen Sinn hat die Frage nach dem ›Geschlecht‹ des Strafrechts? In: Gaby Temme / Christine Künzel (Hrsg.): Hat Strafrecht ein Geschlecht? Zur Deutung und Bedeutung der Kategorie Geschlecht in strafrechtlichen Diskursen vom 18. Jahrhundert bis heute. Transkript Verlag, Bielefeld 2010, ISBN 978-3-8376-1384-1, S. 27–57.

## Sekundärliteratur
- Lamnek, Siegfried, & Vogl, Susanne (2017). Die materialistisch-interaktionistische Kriminologie nach Gerlinda Smaus. In S. Lamnek & S. Vogl. Theorien abweichenden Verhaltens II. "Moderne" Ansätze Eine Einführung für Soziologen, Psychologen, Juristen, Journalisten und Sozialarbeiter (S. 135–165), 4. Aufl., Paderborn: Wilhelm Fink Verlag.
- Oates-Indruchová, Libora. (2011). Feministická genderová teorie v trajektorii jedné vědecké biografie. In L. Oates-Indruchová (Hrsg.). Tvrdošíjnost myšlenky. Od feministické kriminologie k teorii genderu (S. 7–13). Praha: Sociologické nakladatelství.
- Oberlies, Dagmar. (2011). Feministka a kriminoložka - Feminist and criminologist. In L. Oates-Indruchová (Hrsg.). Tvrdošíjnost myšlenky. Od feministické kriminologie k teorii genderu (S. 57–64). Praha: Sociologické nakladatelství.
- Oates-Indruchová, Libora, Dopita, Miroslav, & Sýkorová, Dana. (2022). Před oponou / za oponou a proti proudu. Gerlinda Šmausová/Smaus, 13. 12. 1940 – 1. 6. 2022. Sociologický časopis / Czech Sociological Review, 58(5), 587-590.
- Pali, Brunilda, & Feest, Johannes. (2022). On our encounter with Gerlinda Smaus and the book that followed. Česká kriminologie, 7(2), 1-4.
- Walach, Václav, Dopita, Miroslav, & Nedbálková, Kateřina. (2022). Gerlinda Šmausová: Nesamozřejmost a nerovnost: východiska nejen pro kriminologii. Česká kriminologie, 7(2), 1-15.
- Dopita, Miroslav. (2010). Jubileum Gerlindy Šmausové/Smaus. Sociologický časopis / Czech Sociological Review, 46(5), 829-832.